# Suzukiana amagizana
Suzukiana amagizana är en fjärilsart som beskrevs av Nobukatsu Marumo 1933. Suzukiana amagizana ingår i släktet Suzukiana och familjen tandspinnare. Inga underarter finns listade i Catalogue of Life.